# Майориан
Фла́вий Ю́лий Вале́рий Майориа́н (лат. Flavius Iulius Valerius Maiorianus; ок. 420 — 7 августа 461) — римский император в 457—461 годах.
Стал императором после того, как вместе со своим другом Рицимером они свергли Авита. Майориан старался при помощи законов сохранить древние памятники Рима. Пытался вернуть провинции, но в 460 году потерпел поражение в походе против короля вандалов Гейзериха. Рицимер, обеспокоенный растущим влиянием и силой Майориана, сверг его и убил. Смерть Майориана стала началом падения Западной Римской империи.

## Биография

### Ранняя жизнь
Майориан происходил из римской семьи в Галлии. Год его рождения неизвестен, но, исходя из того, что в 458 году Сидоний Аполлинарий называет Майориана «iuvenis» («молодой»), делается предположение, что он мог родиться до 420 года.
Имя его матери не сохранилось, но известно, что она была дочерью магистра Майориана, который был magister utriusquae militiae в 379 году, командовал войсками на иллирийской границе при императоре Феодосии I и успешно вел войну с племенами Трансданувии (область в современной Венгрии).
Его отец, чье имя также неизвестно, был государственным чиновником в Галлии и заведовал финансами, возможно, занимал пост нумерария при Флавии Аэции и оставался на этом посту, несмотря на неоднократные предложения занять пост при императорском дворе. Он был другом и верным последователем знаменитого полководца Аэция и обладал хорошей репутацией.
Жизнь Майориана и его правление известны лучше, чем у других западных императоров того же периода. Наиболее важными источниками являются хроники, охватывающие вторую половину V в. — Идация и Марцеллина Комит, а также фрагменты Приска и Иоанна Антиохийского.
Помимо них, также полезных для изучения биографий других императоров, доступны некоторые особые источники, которые делают жизнь Майориана известной в некоторых подробностях, как до, так и после его восхождения на престол. Галло-римский аристократ и поэт Сидоний Аполлинарий был знаком с императором и составил панегирик, который является основным источником информации о жизни Майориана до 459 г. Что касается его политики, то сохранилось двенадцать его законов (Novellae Maioriani), которые были включены в составленный в 506 г. вестготским королём Аларихом II в 506 г. бревиарий, что помогает понять проблемы, с которыми сталкивалось правительство Майориана.
Майориан, вероятно, родился после 420 года, так как в 458 году его описывали как iuvenis (юноша). Он принадлежал к военной аристократии Римской империи. Его дед с таким же именем достиг звания magister militum при императоре Феодосии I и, как главнокомандующий иллирийской армии, присутствовал на его коронации в Сирмии в 379 г. Его дочь вышла замуж за офицера, вероятно, по имени Домнин, который управлял финансами самого могущественного полководца Запада Флавия Аэция. Пара дала своему ребёнку имя Майориан в честь влиятельного деда, как это было принято для первенца.
Именно под началом Аэция Майориан начал свою военную карьеру. Он последовал за Аэцием в Галлию, где познакомился сыгравшиими важную роль в его жизни офицерами — свева-вестгота Рицимера и галло-римлянина Эгидия. Майориан отличился в 447—448 гг. в борьбе с франками Хлодиона — при обороне города Туронемсиса и в битве у Викус-Елены. В последней битве Майориан сражался во главе своей кавалерии на мосту, в то время как Аэций удерживал ведущие к полю битвы пути:

Плацидия была младшей дочерью императора Валентиниана III, который ок. 450 г. планировал выдать её замуж за Майориана. Поскольку Флавий Аэций побоялся, что брак ослабит его положение, он отослал Майориана из своего штаба в частную жизнь, тем самым воспрепятствовав браку.

Около 450 г. император Западной Римской империи Валентиниан III рассматривал возможность выдать свою дочь Плацидию за Майориана. У Валентиниана было две дочери, но не было сыновей, и, следовательно, не было наследника престола. Наличие Майориана в качестве зятя укрепило бы Валентиниана перед лицом других могущественных генералов и решило бы проблему престолонаследия. Кроме того, будучи императором, Майориан мог бы сам возглавить армию, освободив правителя от опасной связи с Флавием Аэцием.
Целью этого плана было избежать возможности того, чтобы преемниками Аэция стали варварские вожди вроде Хунериха или Аттилы, хотя эта идея противоречила планам его самого. Римский генерал, по сути, планировал женить своего сына Гауденция на Плацидии. Поэтому он выступил против плана Валентиниана и положил конец военной карьере Майориана, изгнав его из своего штаба и отправив в своё загородное поместье. По словам Сидония Аполлинария, причиной падения Майориана стала ревность жены Аэция Пелагии, которая боялась, что Майориан может затмить её супруга.
Только в 454 году Майориан смог вернуться к общественной жизни. В том же году Валентиниан III убил Аэция, и опасаясь мятежа верных покойному войск призвал Майориана В следующем году Валентиниан III был убит двумя офицерами Аэция. Затем началась борьба за престол, поскольку наследника не было. Кандидатура Майориана поддерживалась вдовой Валентиниана Лицинией Евдоксией и Рицимером, планировавшим играть при новом двор роль Аэция
В конце концов, новым императором стал организовавший убийство Валентиниана сенатор Петроний Максим. Чтобы укрепить свое положение, он заставил Лицинию выйти за него замуж и повысил Майориана до звания главнокомандующего императорской гвардией (лат. Comes domesticorum]]).

### Служба в армии (до 454 года)

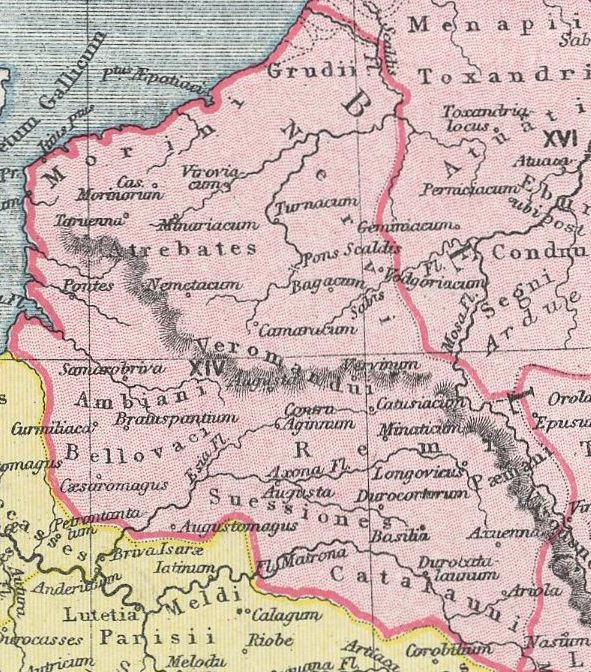
Карта части римской провинции Белгики Belgica Secunda. Она включает в себя территорию, которую Сидоний Аполлинарий называет «atrebatum terras», где Майориан в составе армии Аэция сражался с франками Хлодиона

Майориан долгое время служил в армии, под началом Флавия Аэция и быстро приобрёл военную славу.
Он участвовал во многих сражениях в Галлии (см. карту провинции): на Рейне (лат. Rhenus), Араре (лат. Arar), Родане (лат. Rhodanus), Мозе (лат. Mosa), Матроне (лат. Matrona, Materna), Секване (лат. Sequana), Леде (лат. Ledus), Клитисе (лат. Clitis), Эларисе (лат. Elaris), Атаксе (лат. Atax), Вахалисе (лат. Vachalis), Лигере (лат. Liger).
Участвовал в защите города Цезародунума (лат. Turones, Caesarodunum Turonum, Augusta Turonum) от нападения багаудов.
Позднее он участвовал в боевых действиях за «землю атребатов» (лат. «atrebatum terras»), которую захватили западные франки, под предводительством их короля Хлодиона. А именно в месте (город или деревня) под названием Vicus Helena (современное местоположение неизвестно, по одной версии Ланс (Бельгия), по другой Хесдин или Хедин (Франция)), где варвары, отмечавшие свадьбу одного из своих вождей, были застигнуты врасплох и наголову разбиты. Это событие датируется, предположительно, 447 или 448 годами (примерно в это время умер Клодий).
Майориан был другом Рицимера, а также другом Эгидия, вместе с которыми служил под началом Аэция.
В 454 году он покидает военную службу и удаляется в своё сельское поместье. Возможно, Аэций отправил его в отставку из-за своей жены Пелагии, которая, согласно Сидонию Аполлинарию, настраивала своего мужа против Майориана, дабы обеспечить благополучие своего сына Гауденция.

### Карьера

#### При Валентиниане III
После того как Аэций был убит Валентинианом III в 454 году, Валентиниан, для того чтобы объединить лишившиеся своего военачальника многочисленные войска, призывает Майориана принять командование над ними.
Какой именно пост он получил, неизвестно. Возможно, что Валентиниан назначил его на пост комита доместиков (лат. Comes domesticorum), однако эта версия маловероятна, так как вряд ли Майориан смог бы сохранить свою должность при Петронии Максиме и Авите.

#### Борьба за императорскую власть в 455 году
После убийства Валентиниана III в 455 году Майориан рассматривался как один из наиболее вероятных преемников императора, учитывая тот факт, что овдовевшая императрица Лициния Евдоксия благоволила ему.
Другим известным претендентом был Максимиан — сын египетского купца Домнина, сделавшего успешную карьеру в Италии. Максимиан был доместиком при Аэции. Некоторые ученые склонны идентифицировать Максимиана с Майорианом, считая, что Иоанн Антиохийский в тексте допустил ошибку. Однако подобные предположения безосновательны.

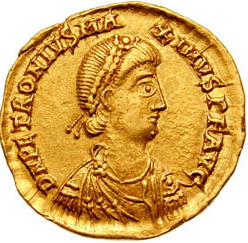
Петроний Максим, который помешал Майориану стать императором в 455 году и сам занял трон

Не менее других стремился занять трон и Петроний Максим, организатор заговора против Валентиниана III. В конце концов, именно Максим захватил власть и насильно женил на себе Евдоксию, стремясь, таким образом, к легитимации своей власти.
Иоанн Антиохийский, так описывает борьбу претендентов за трон:

«Рим пребывал в состоянии смятения и беспорядка, и вооруженные силы разделились между собой, некоторые желали присвоить императорскую власть Максиму, а некоторые стремились отдать трон Максимиану, сыну Домнина, египетского купца, который стал успешным в Италии. Максимиан находился на положении доместика при Аэции. Кроме того, Евдоксия, жена Валентиниана, решительно выступала за Майориана. Но Максим, получив контроль над дворцом и казной, угрожая ей смертью, вынудил выйти за него замуж, полагая, что так его позиция будет более безопасной»— 

#### Comes domesticorum
Точная дата вступления в должность комита доместиков неизвестна — возможно, 454 год (см. раздел Карьера: при Валентиниане III). Однако на момент битвы при Плацентии (17 октября 456), он находился в этой должности

#### Magister equitum
28 февраля 457 года Майориан был назначен на должность начальника конницы (лат. Magister equitum). Его назначение на эту должность приходится на период отсутствия императора на западе, единственным правителем всей империи считался император Востока.
Следовательно, Майориан мог быть назначен на эту должность либо при Флавии Маркиане (450—457), либо при Льве I (457—474).

### Восхождение на трон

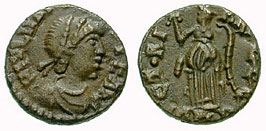
Портрет Майориана на монете.

1 апреля 457 года был провозглашён императором в военном лагере в Равенне по воле Льва I Макеллы. Без сомнения, его кандидатура была рекомендована Рицимером, фактическим правителем на Западе.
Иордан ошибочно пишет, что императором Майориана назначил Маркиан. Этот же историк пропускает время правления Авита, говоря о том, что Майориан преемствовал Максиму.
Сам Майориан говорит о том, что он вовсе не желал становиться императором, но и не мог отказаться от предложенных ему обязанностей из чувства долга перед государством.
Взойдя на престол Западной римской империи, Майориан получил власть лишь над её частью — Италией. При предыдущих императорах империя потеряла Испанию, Британию и Африку. Галлия, ещё недавно входившая в состав римской империи, не признала нового императора. Однако и положение в самой Италии было нестабильным.

## Приход к власти
Петроний проправил несколько недель и был убит в ходе захвата Рима вандалами в мае 455 г. Ему наследовал поддержанный вестготами галло-римский аристократ Авит. Comes domesticorum Майориан и comes rei militaris Италии Рицимер первоначально поддерживали Авита, но когда тот лишился лояльности итальянской аристократии, оба полководца восстали против него. Сначала Майориан и Рицимер убили военного магистра Ремиста, которому император поручил оборону столицы Равенны. Затем Рицимер разбил войска Авита близ Плацентии, взяв его в плен и вынудил отречься от престола. Наконец, Майориан стал причиной смерти Авита, возможно, уморив его голодом, в начале 457 г.
Преемника должен был выбрать император Восточной Римской империи Маркиан, но он умер 27 января 457 г., а его преемник Лев I Макелла решил править в одиночку. 28 февраля Майориан стал magister militum, в то время как Рицимер — патрикием и magister militum. Эти назначения скорее всего были узурпацией власти, а не назначением от Льва I.
Пока ситуация находилась в неустойчивом равновесии, отряд алеманнов в 900 человек вторгся в Италию. Они пришли из Реции и проникли на территорию Италии вплоть до озера Маджоре. Там они были перехвачены и разбиты в битве при Кампи-Каннини войсками комита Бурко.
Эта победа была отпразднована как победа Майориана, и он был провозглашен армией императором (возможно, 1 апреля) в шести милях от Равенны, в местечке под названием ад-Колумелла («у маленьких колонн»).
В своем панегирике Майориану поэт Сидоний Аполлинарий рассказывает, что Майориан изначально отказался от избрания:

Мир трепетал от тревоги, в то время как ты не хотел, чтобы твои победы приносили тебе пользу, и потому, что, будучи чрезмерно скромным, ты горевал из-за того, что заслуживал трона, и из-за того, что ты не захотел править тем, что, по твоему мнению, стоило защищать.— Sidonius Apollinaris, Carmina, V.9–12. Anderson tr.
Майориан был официально провозглашен императором 28 декабря. В 458 г. он вступил в консульство; по традиции, новый император вступал в должность в первый год своего правления. Он, по-видимому, так и не добился признания при восточном дворе, поскольку почти все современные восточно-римские источники упоминают Льва I единственным консулом.

## Внутренняя политика

### Отношения с сенатской аристократией
Когда Майориан пришел к власти, свергнув Авита, признававшая последнего Галлия не признала нового императора. Когда Майориан снова завоевал её, он решил простить это неподчинение. Причиной было понимание того, что одной из ошибок Авита было продвижение и пользование доверием только сенаторской аристократии родной Галлии, которой он отдавал предпочтение перед сенаторской аристократией Италии.
Майориан, вместо этого, решил завоевать расположение богатых и знатных семей возвращенной провинции, вовлекая их в имперское управление вместе с поддерживавшей его изначально итальянской аристократей. В качестве доказательства этой политики можно указать на происхождение высших государственных служащих его администрации, в частности консулов, которых император назначал совместно со своим восточным коллегой.
В 458 г. Майориан оставил эту честь за собой, как это было принято для августов, а во второй год он назначил Рицимера. На 460 г. он выбрал галльского сенатора Флавия Магна, а на следующий год — итальянского сенатора Флавия Северина. Магнус был назначен префектом претория Галлии в 458 г., в то время как префектом претория Италии был Флавий Цецина Деций Василий, который был покровителем галльского сенатора и поэта Сидония Аполлинария, в то время как come privatae largitionis, Эннодий, был связан с семьей, имеющей интересы в Арелате.
Майориан также проявил большое уважение к римскому сенату, о чём свидетельствует послание, которое он адресовал ему накануне своей коронации: он обещал сенаторам, что не будет принимать во внимание обвинения доносчиков, которых очень боялись, поскольку они могли быть использованы императором для свержения влиятельных деятелей. Он выполнил свои обещания, как рассказал Сидоний Аполлинарий, которого анонимно обвинили в авторстве памфлета против некоторых влиятельных деятелей: во время совместного ужина Майориан разрядил опасную ситуацию остротой.

### Сохранение зданий Рима

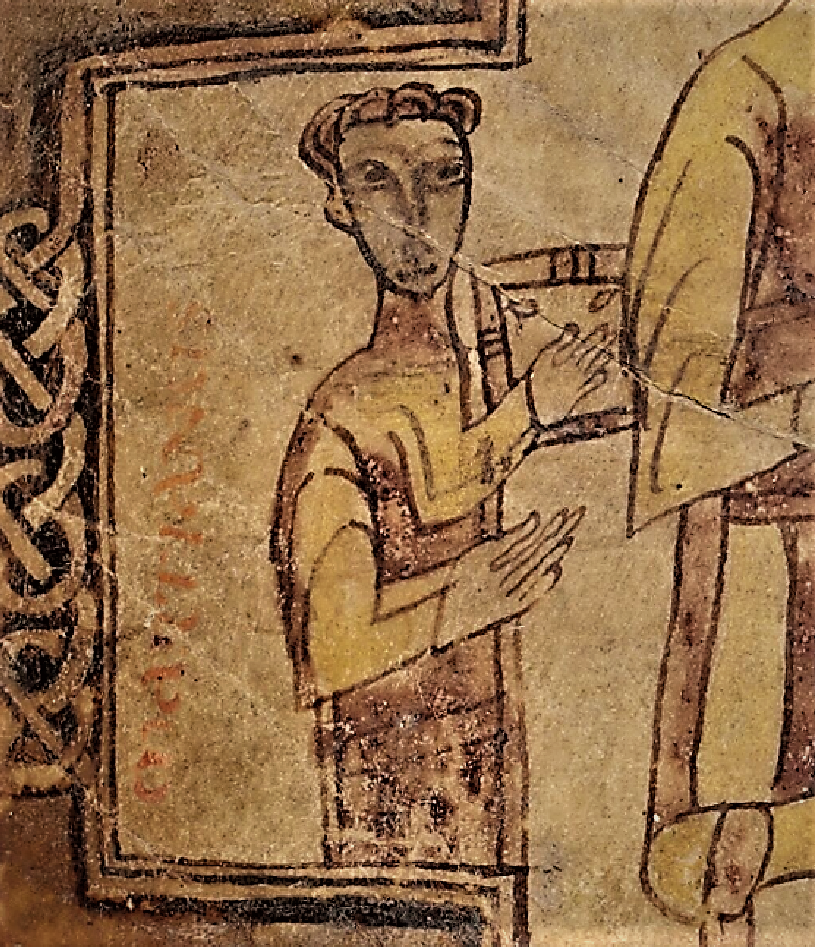
Майориан в копии IX в. бревиарии Аллариха.

С начала IV в. архитектурные памятники Рима, и вообще все здания, представлявшие некоторую ценность и пребывавшие по разным причинам в запустении, всё чаще использовались в качестве карьеров для добычи ценных строительных материалов. Эта практика, по сути, была дешевле и удобнее, чем импорт из отдаленных мест, который иногда становился затруднительным или невозможным из-за контроля моря вандалами. Римские чиновники по ходатайству согласовывали использование для строительства извлечённых из сноса древних зданий мрамора, камня и кирпича:

Отсюда возникает ситуация, когда каждый человек, строящий частное здание, пользуясь благосклонностью судей, находящихся в Городе, не колеблется самонадеянно брать и переносить необходимые материалы из общественных мест, хотя те вещи, которые относятся к великолепию городов, должны быть сохранены гражданской любовью, даже в случае необходимости ремонта.— Novella Maioriani 4, Clyde Pharr (ed.), The Theodosian code: and Novels The Lawbook Exchange, Ltd., 2001 ISBN 1-58477-146-1, pp. 553–554.
Чтобы справиться с этим явлением, Майориан в Равенне 11 июля 459 г. обнародовал новеллу De aedificiis publicis (Об общественных зданиях), адресованный префекту города Рима Эмилиану. Наказание для судей, которые допустили разрушение древних общественных зданий, составляло 50 фунтов золота, а их подчиненных избивали плетьми и отрезали обе руки. Те, кто вынес материалы из общественных зданий, должны были вернуть их. Сенат имел право решать, существуют ли оправдывающие снос старого здания экстремальныфе условия, и, в случае принятия решения о сносе, император имел право распорядиться, чтобы полученные материалы были использованы для украшения других общественных зданий.

### Война с вандалами

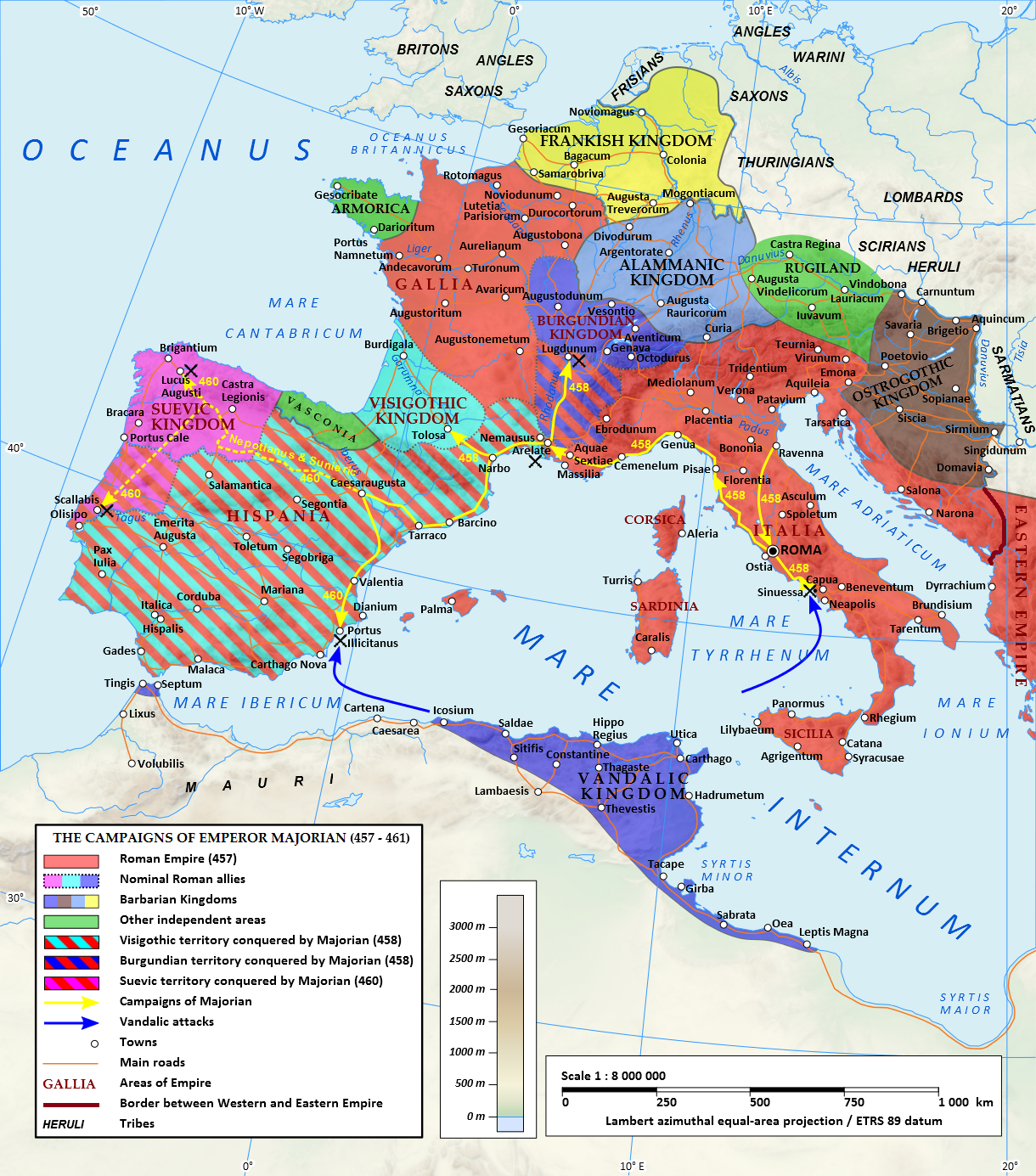
Походы Майориана в 457—461 годах

Вандалы, которые ещё не так давно разграбили город Рим (455 год), не оставляли Западную Римскую империю в покое. Обладая господством в прибрежных водах центрального и западного Средиземноморья, вандалы регулярно совершали набеги на римское побережье. В ходе одного из этих набегов вандалы и мавретанцы, которые высадились в устье реки Лирис и опустошали Кампанию, были застигнуты врасплох войсками Майориана. Вандалы, понеся тяжелые потери, бежали к кораблям, бросив награбленное. В ходе этого события был убит и родственник Гейзериха. Согласно Гиббону, это был деверь, а Майклу Гранту — зять.
Вскоре Майориан (в течение зимы) начал собирать войска в Лигурии для похода в Африку, в состав войска входили также германцы, гунны и скифы.
В повествовании Прокопия Кесарийского есть эпизод (несомненно, вымышленный), в котором Майориан сменил имя, перекрасил светлые волосы в чёрный цвет и под видом римского посла отправился с целью разведать обстановку к Гейзериху:
«Когда он явился к Гизериху, варвар всячески старался его напугать и, обращаясь с ним как будто с другом, привел его в некое помещение, где у него было собрано всякое оружие, среди которого было немало превосходного. И тут, говорят, оружие само собой задвигалось и издало звук не тихий и не случайный, Гизерих решил, что произошло землетрясение и, выйдя, из помещения, стал спрашивать об этом землетрясении, но так как никто из посторонних не подтвердил его предположения, Гизерих решил, что то было большое чудо, но не мог решить, к чему его отнести»
И что якобы Гейзерих, узнав об обмане, испугался и стал собирать армию.
В 460 году император прибыл в Цезаравгусту (современная Сарагоса).

### Смерть

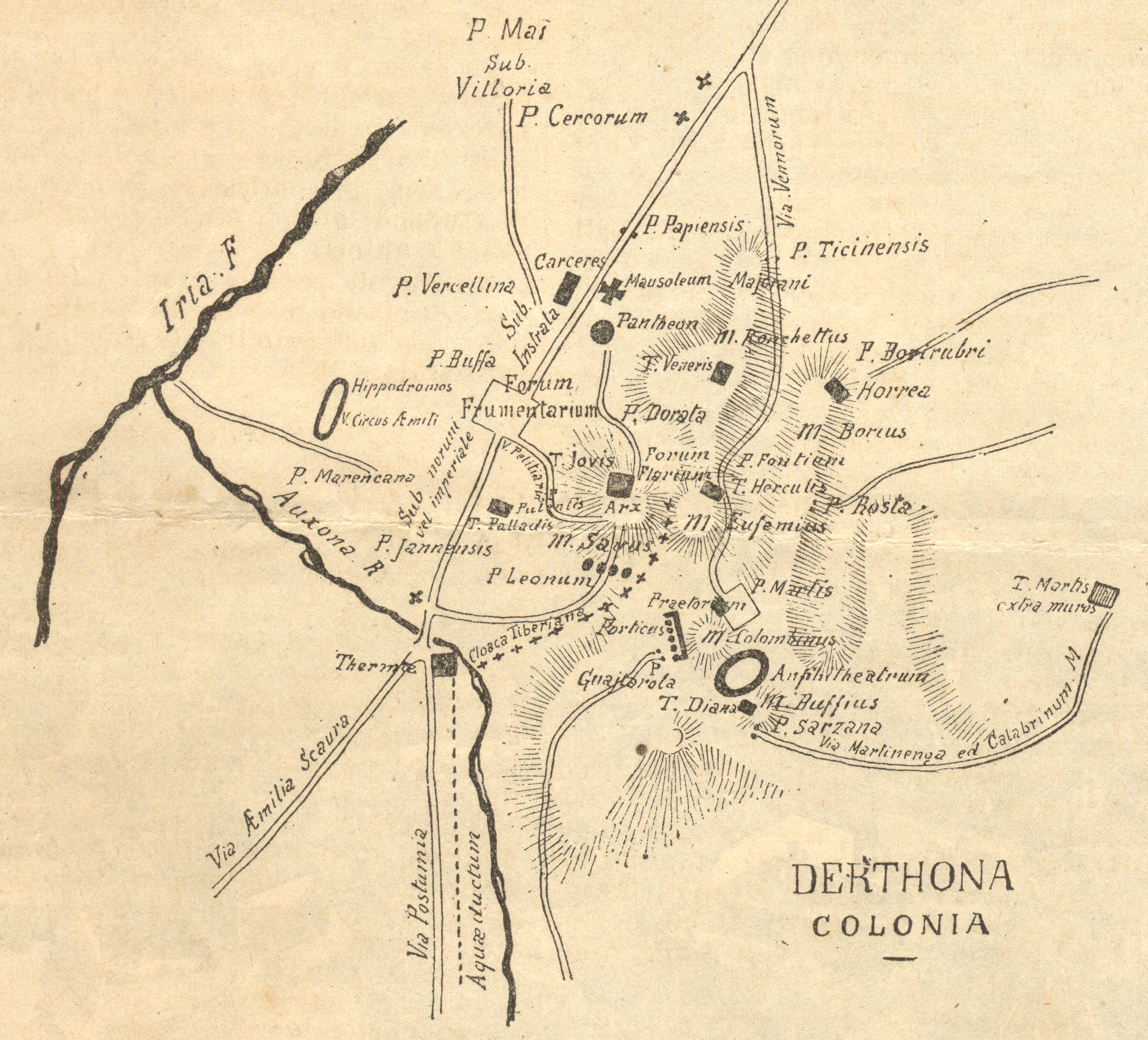
Карта античной Дертоны

Так же, как судьба Авита была решена предательством Рицимера и Майориана и разгоном его вестготской стражи, так и судьба самого Майориана была решена роспуском его армии и заговором, организованным Рицимером. Фактически, пока император был занят вдали от Италии, patricius et magister militum собрал вокруг себя аристократическую оппозицию своему бывшему товарищу, с которым всего несколько лет назад он лелеял мечты о власти. Законодательство Майориана показало, что он намеревался разобраться с терзавшими империю вопросами, даже если они противоречили интересам влиятельных аристократов.
Проведя зиму и весну после поражения в походе вандалов при Арелате, Majorian left during summer with a small guard (probably domestici), probably with the intention to reach Rome. Он не пытался пересечь Альпы, как в 458 году, а двинулся оттуда по via Aurelia в Южную Галлию и Лигурию, только чтобы изменить направление и двинуться на север: он, вероятно, получил известие о том, что Рицимер идет ему навстречу, и хотел добраться до Дертоны, а оттуда по via Aemilia в сторону Равенны. Однако Рицимер перехватил его в Дертоны (Бертоны) (недалеко от Пьяченцы, где был убит Авит) 2 августа, арестовал и низложил, вопсользовавшись восстаниев некоторых варварских легионов.
Императора лишили одежды и диадемы, избили и пытали. Спустя пять дней, 7 августа, Майориан был обезглавлен у реки Ирия. Здание в городе Тортона, где в настоящее время находится церковь Святого Матфея здание, традиционно называемое «мавзолеем Майориана»; однако Магн Феликс Эннодий жаловался, что Майориан не получил подобающего захоронения.
Исидор Севильский, Сарагосская хроника (лат. Chronicorum Caesaraugustanorum Reliquiae), Галльская хроника 511 года (лат. Chronica gallica a. DXI) прямо говорят о том, что Майориан был убит Рицимером.
Версии убийства придерживаются также Сигеберт из Жамблу и Иордан.
Марий Аваншский называет место убийства: «был убит на реке Ире», очевидно, ссылаясь на данные из «Хроники» Марцеллина Комита или труда «О происхождении и деяниях гетов» Иордана. Упомянутая река Ирия протекает через Дертону (см. карту города).
Прокопий Кесарийский утверждает, что Майориан скончался от дизентерии.
Рицимер распространил новость о том, что Майориан умер естественной смертью, затем ждал три месяца, прежде чем посадить на императорский трон новую марионетку. В конце концов он выбрал сенатора Либия Севера, вероятно с целью угодить италийскому сенаторству. Нового императора не признал ни восточный император Лев I, ни кто-либо из генералов, служивших под началом Майориана: Эгидий в Галлии, Марцеллин в Сицилии и Иллирии и Непоциан в Испании.

### Оценка личности и правления
Майориан был последним римским императором, которому был присущ ум государственного деятеля и сознание ответственности за вверенное ему государство.
Эдвард Гиббон так оценивает правление Майориана:

«В преемнике Авита мы с удовольствием видим одну из таких благородных и геройских личностей, какие иногда появляются в эпохи упадка для того, чтобы поддержать достоинство человеческого рода. Император Майориан был и для современников, и для потомства предметом заслуженных похвал»— 
По свидетельству Прокопия, Майориан превосходил своими достоинствами всех императоров римлян, правивших на Западе. Он же (Прокопий) говорит о том, что Майориан «был неутомим во всех трудах, в опасностях же войны был совершенно неустрашим».
Однако Майориан всё-таки не был настоящим властителем города, так как над ним стоял практически всемогущий Рицимер и он уже не мог полностью приостановить распад римского государства, хотя и сумел на некоторое время стать действительно «правящим» императором в Западной Римской империи.

## Новеллы Майориана (законодательство)

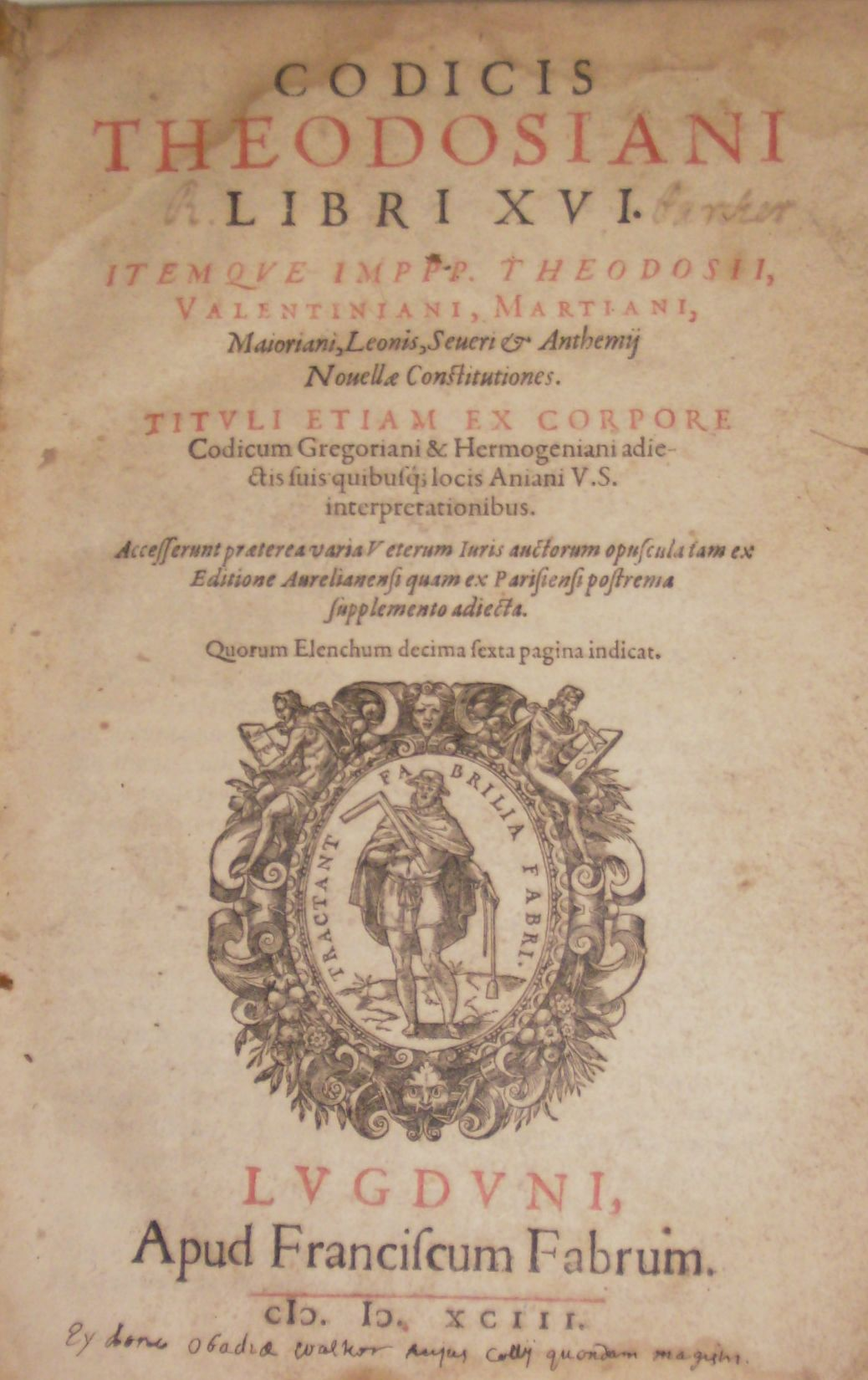
Издание Кодекса Феодосия 1593 года, включающее в себя новеллы императора Майориана

Кодекс Феодосия был опубликован 15 февраля 438 года. Законодательные акты, издававшиеся после этой даты, сохранились как приложение в составе кодекса. Приложение в этой связи получило название «Новелл» (или «новых законов») (лат. novellae leges).
Кодекс включает в себя новеллы императоров: Феодосия II, Валентиниана III, Майориана, Маркиана, Либия Севера, Антемия.
Всего известно двенадцать новелл Майориана, но из них сохранилось только девять.
1. О начале правления Августа Майориана (лат. De ortu imperii domini Maioriani Augusti) (11 января 458, Равенна)[47] — это послание сенату по случаю вступления в императорские обязанности, призванное расположить к себе сенаторскую аристократию и в общих чертах отразить принципы своего правления. При обращении к членам сената он употребляет эпитет «отцы сенаторы» (лат. patres conscripti). В этом послании он утверждает, что вступил на престол не по собственной воле, а из чувства долга перед государством, и призывает сенат принимать активное участие в государственных делах. Также подчеркивается значение фигуры патриция Рицимера, который награждается эпитетом «наш отец». Процветавшую при предыдущих императорах практику доносительства он обязуется не только не поощрять, но и наказывать, а также укреплять обороноспособность римского государства.
2. Об отпущении старых долгов (лат. De indulgentiis reliquorum) (10 марта 458, Равенна)[85]. Эдикт адресован на имя префекта претория Флавия Цецины Деция Василия. В нём был поднят вопрос о взыскании старых налоговых обязательств с жителей провинции, которые должны были быть выплачены уже давно. Однако жители провинции переживали частые бедствия и их имущество было разграблено в ходе постоянных набегов варваров, и некоторые долги накопились настолько, что люди вряд ли бы смогли их выплатить даже за всю свою жизнь. Понимая это, Майориан эдиктом De indulgentiis reliquorum простил эти задолженности.
3. О защитниках граждан (лат. De defensoribus civitatum) (8 мая 458, Равенна)[86]
4. Об общественных зданиях (лат. De aedificiis publicis) (11 июля 458, Равенна)[87]. Эдикт был адресован префекту Рима Эмилиану. К моменту провозглашения Майориана императором состояние города Рима стремительно ухудшалось. И виной этому были сами жители города, которые при попустительстве городских властей использовали общественные здания, как каменоломни для постройки домов, церквей и т. п. Майориан этим эдиктом намеревался покончить с этим варварством римлян. В нём запрещалось извлечение строительных материалов из любых общественных зданий. Исключением были руины зданий, которые уже невозможно было восстановить, но и они могли быть использованы подобным образом лишь с согласия сената и императора. Вводилось и наказание за потворство властей процессу разрушения общественных зданий. Должностные лица наказывались штрафом, плетью и отсечением рук.
5. О заброшенной собственности и собственности проскрибированных (лат. De bonis caducis sive proscriptorum) (4 сентября 458, Равенна) — эдикт, адресованный комиту частного имущества (лат. comes rei privatae) Эннодию на основе доклада этого комита. Имущество, которое оказалось ничейным, по причине отсутствия законных наследников, либо имущество лиц осужденных судом, по закону, автоматически становятся собственностью государства. Однако в провинции это имущество в казну не поступало, в большинстве случаев из-за различного рода махинаций и продажности судей. В эдикте упоминается даже судебное дело, касающееся некой Северины и собственности её мужа в Пицене. По этому эдикту, судьи, уличенные в мошенничестве с имуществом, лишаются своего статуса. Также на судей возлагается обязанность информировать о подобного рода махинациях[88]

## Комментарии
1. ↑  В поздней Империи — чиновник, занятый счетоводством и сбором налогов[9].
2. ↑  Эта река, упоминаемая Сидонием Аполлинарием, ближе неизвестна.
3. ↑  Сидоний Аполлинарий имеет в виду земли в провинции Белгика (Belgica Secunda), около столицы племени атребатов — Неметоценны, историческая область Артуа.
4. ↑  Ира (Ирия, совр. Скривия) — река в Северной Италии, приток По.